# Iguidi
Iguidi (franska: Iguidi (CR), Iguidi (Commune Rurale), arabiska: ازرار) är en kommun i Marocko.   Den ligger i provinsen Taroudannt och regionen Souss-Massa, i den centrala delen av landet, 400 km söder om huvudstaden Rabat. Antalet invånare är 9 285.